# Nepenthes insignis
Nepenthes insignis är en tvåhjärtbladig växtart som beskrevs av Danser. Nepenthes insignis ingår i släktet Nepenthes och familjen Nepenthaceae. Inga underarter finns listade i Catalogue of Life.

## Bildgalleri

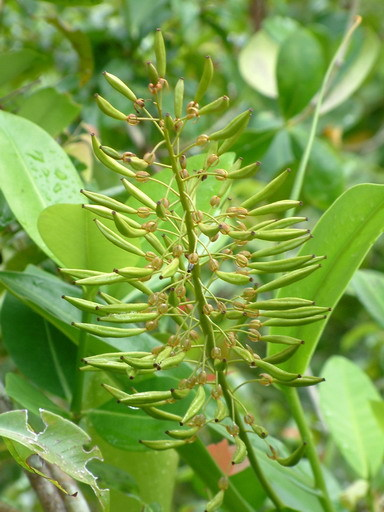
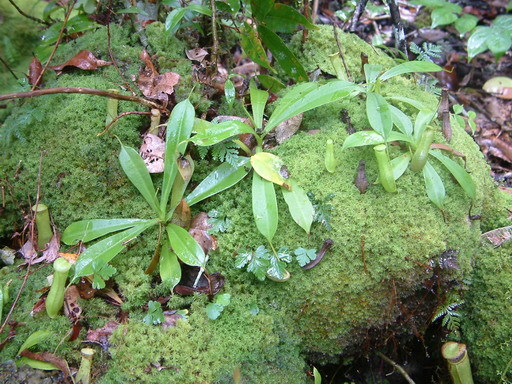
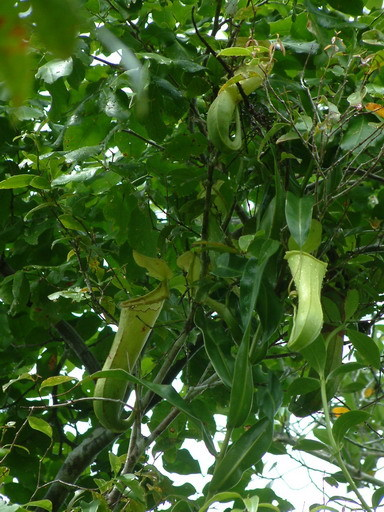
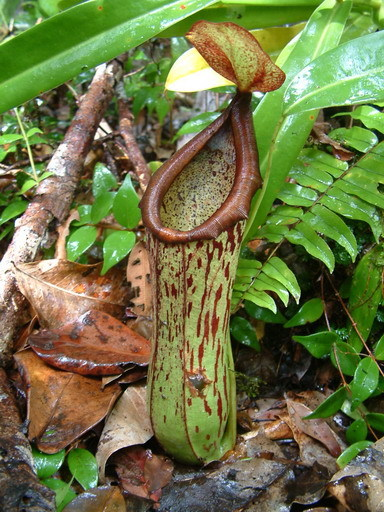
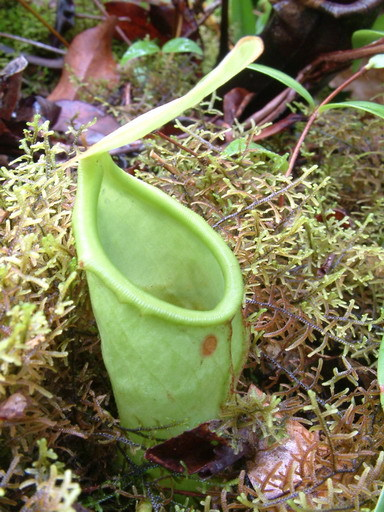
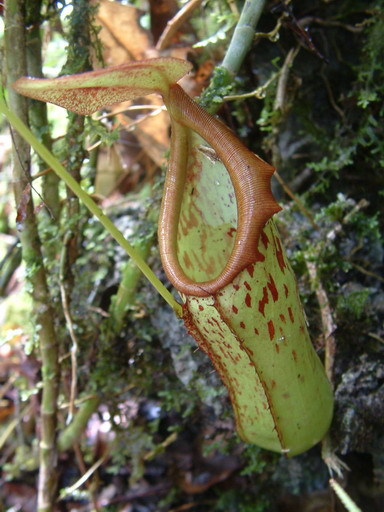